# سایوز۳۱
سایوز-۳۱ (به روسی: Союз 31)(به معنای اتحاد ۳۱) هفتمین مأموریت سرنشین دار سازمان فضایی شوروی به مقصد ایستگاه فضایی سالیوت۶ و ششمین اتصال موفقیت‌آمیز به آن بود. این مأموریت حامل دومین گروه از فضانوردان بازدیدکننده از خدمه سایوز۲۹ و سومین مأموریت از سری برنامه های اینترکسموس شوروی به حساب می آمد که باعث پرتاب فضانورد اهل آلمان شرقی به فضا شد.

فضانوردان این مأموریت چند روز بعد از اتصال به سالیوت۶ و انجام آزمایش های برنامه ریزی شده، صندلی های استاندارد شخصی هر فضانورد با فضاپیمای سایوز۲۹ را تعویض کرده و با آن به زمین بازگشتند.

## خدمه مأموریت
| شماره | نام             | ملیت               | تعداد پرواز | نقش عملیاتی | تصویر |
| ۱     | والری بایکوفسکی | اتحاد جماهیر شوروی | ۳           | فرمانده     |       |
| ۲     | زیگموند یان     | آلمان شرقی         | ۱           | محقق فضایی  |       |

## نگارخانه

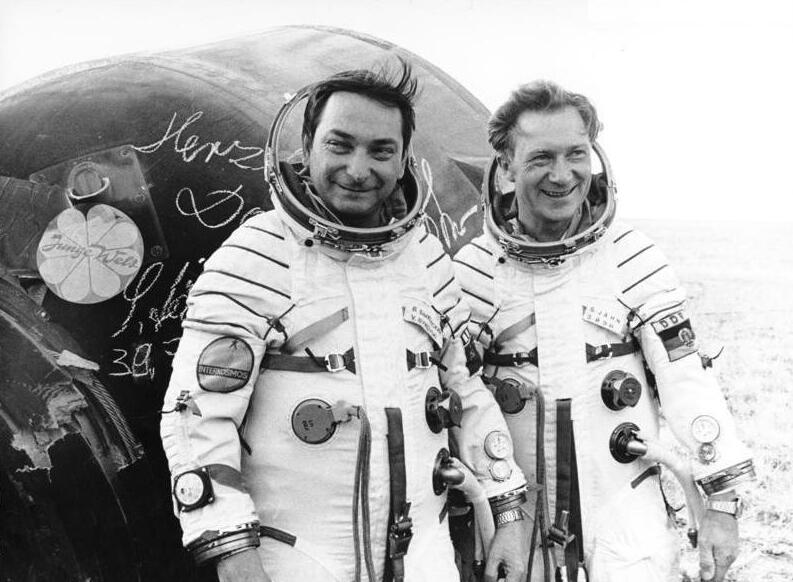
فضانوردان سایوز۳۱ پس از فرود
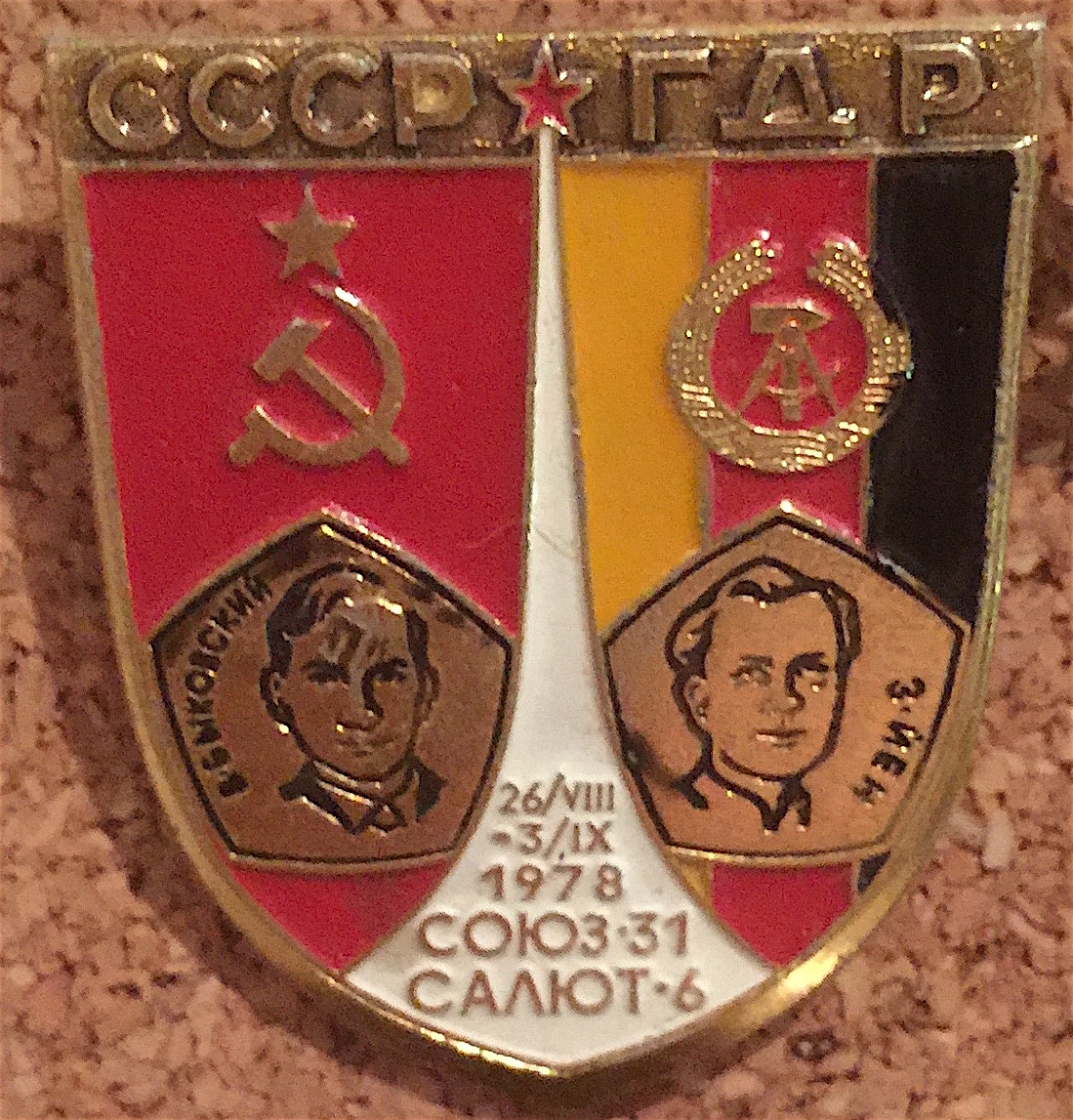
یکی از نشان های سایوز۳۱
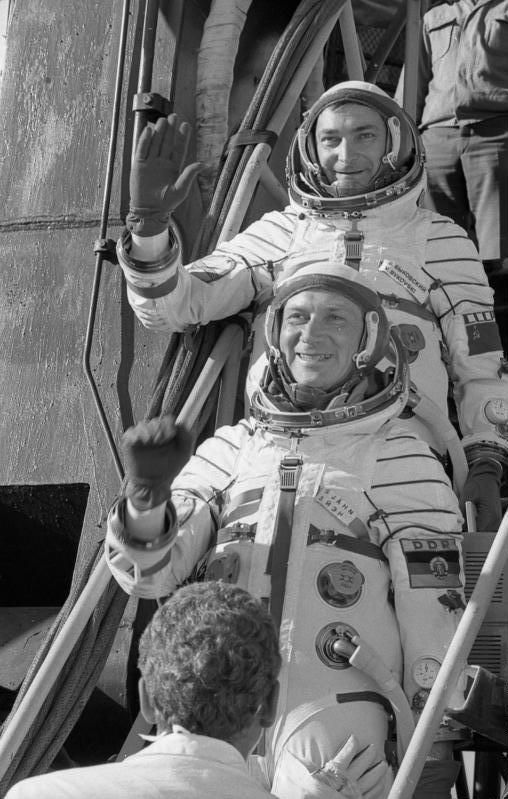
فضانوردان سایوز۳۱ برای پرتاب آماده می شوند
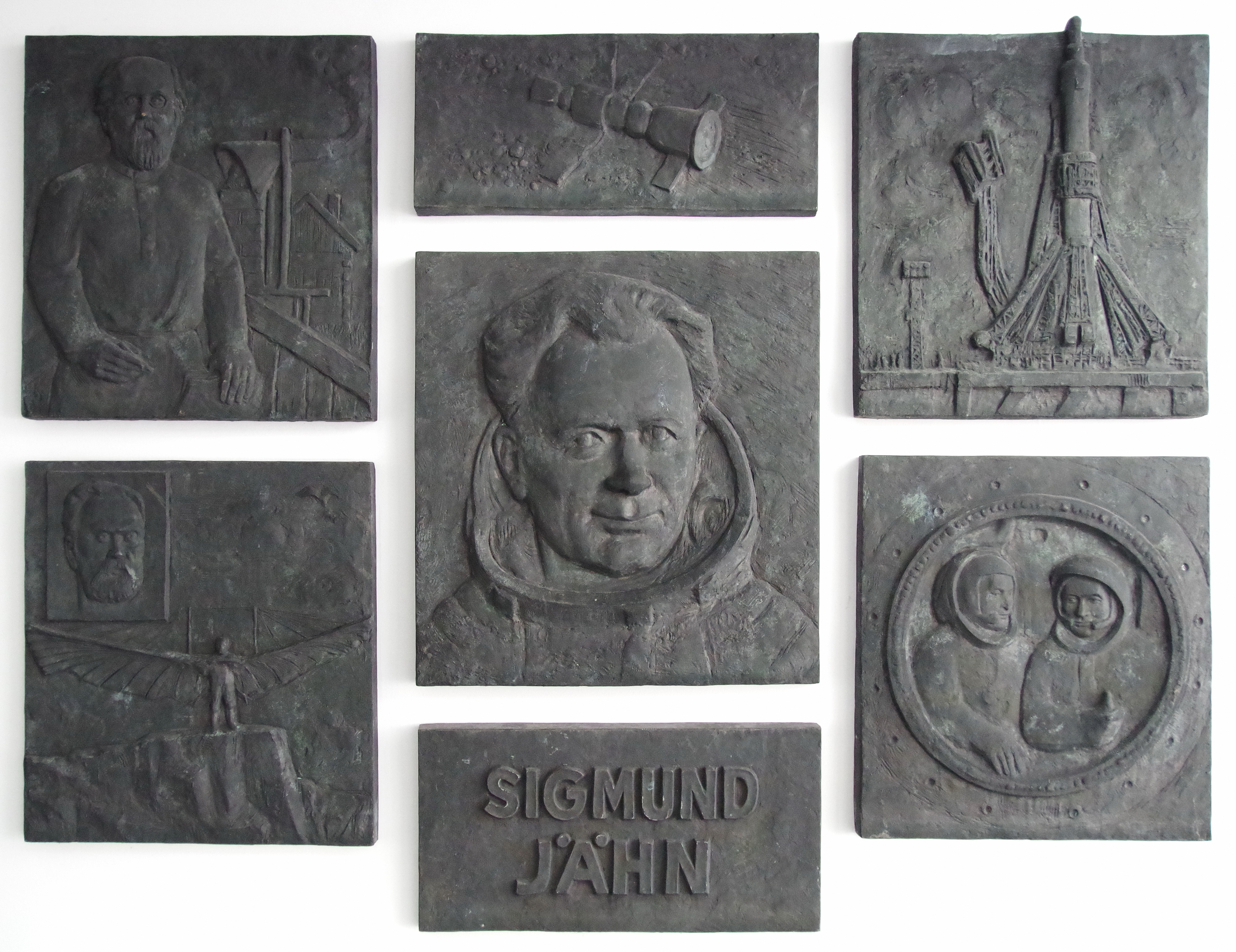
تابلوی یادبودی از سایوز۳۱ در آلمان